# Observatoire Lowell
L'observatoire Lowell est un observatoire astronomique situé près de la ville de Flagstaff en Arizona (États-Unis). Il fut fondé en 1894 par l'homme d'affaires et astronome amateur Percival Lowell.
L'observatoire possède au total neuf télescopes situés dans trois lieux différents à Flagstaff ou dans ses environs. L'ensemble situé sur la colline de « Mars Hill » abrite la lunette originelle de 61 cm, même si celle-ci ne sert plus pour la recherche de nos jours. Cette lunette, construite en 1896 pour un coût de 20 000 dollars, a été assemblée à Boston avant d'être expédiée à Flagstaff par le train. Après la mort de Percival Lowell en 1916, c'est sur ce site que Clyde Tombaugh découvrira la planète naine Pluton en 1930 avec une lunette astrographe de 33 cm.
Le deuxième site (la Station Anderson Mesa) abrite quatre télescopes, dont le télescope Perkins de 1,8 m, partagé avec l'université de Boston, ainsi que le télescope Hall de 1,1 m et le Navy Precision Optical Interferometer (NPOI). Le télescope Perkins a été déménagé depuis l'observatoire Perkins (en) dans l'Ohio vers l'observatoire Lowell en 1961.
Le troisième site (Happy Jack (en)) situé à environ 65 km au sud-sud-est de Flagstaff héberge le Lowell Discovery Telescope (ex. Discovery Channel Telescope) de 4,3 m de diamètre, mis en service en 2012.

## Photos

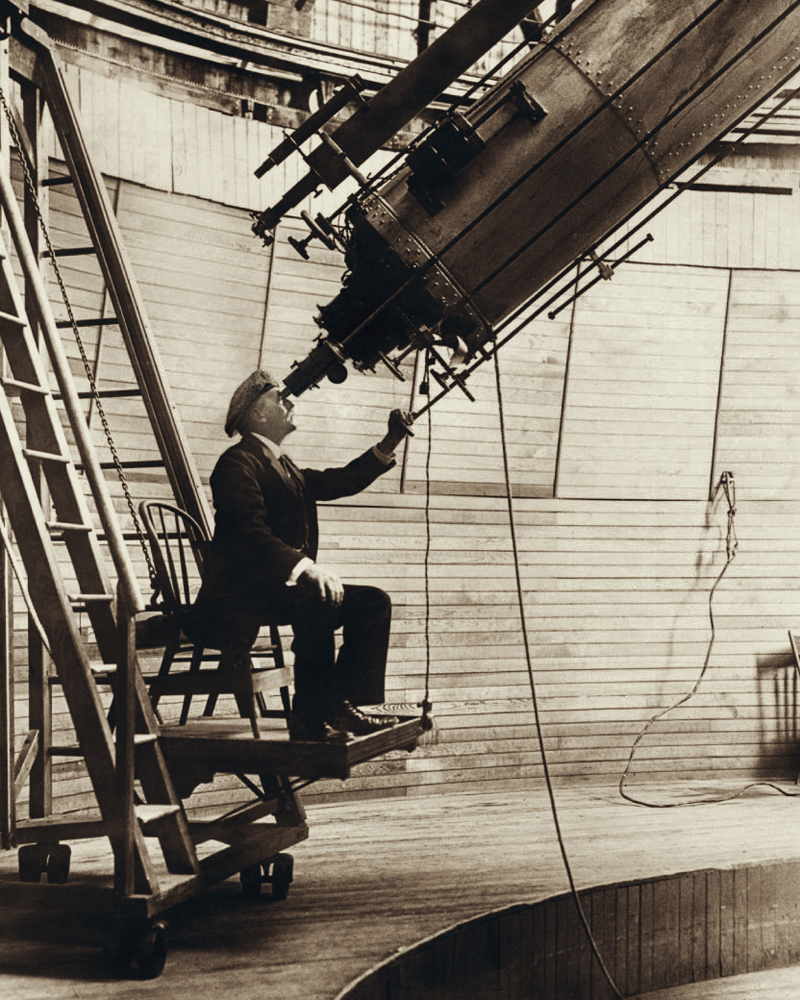
Percival Lowell à l'observatoire
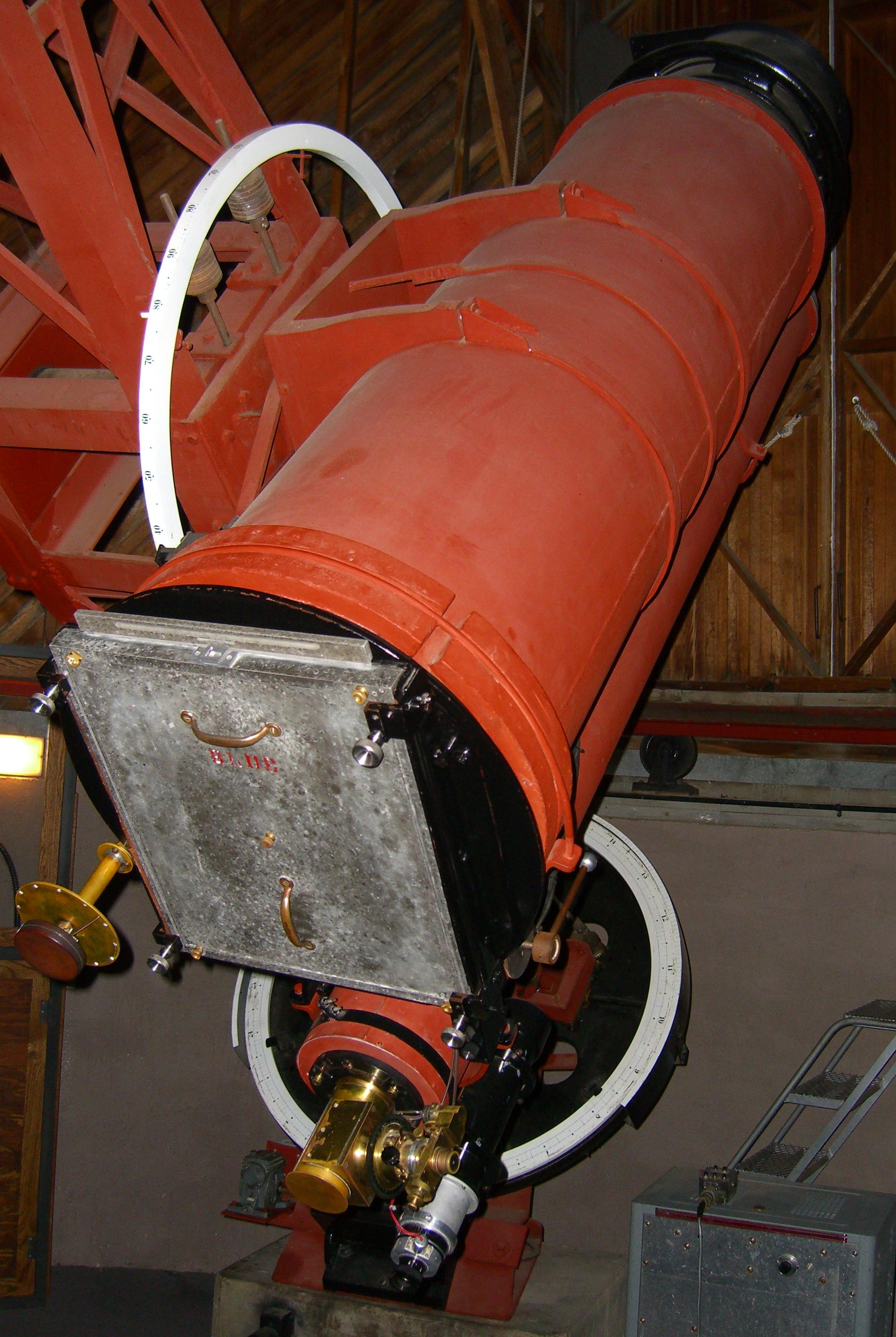
Le télescope Pluto Discovery de 33 cm d'ouverture